# Damirbek Olimov
Damirbek Boturjonovici Olimov (în tadjică: Дамирбек Ботурҷонович Олимов; n. 20 martie 1989, Leninabad, Tadjikistan – d. 5 februarie 2022, Khujand, Tadjikistan) a fost un cântăreț tadjic.

## Biografie
Damirbek Olimov s-a născut pe 20 martie 1989 în Leninabad în familia lui Boturjon Olimov. După ce a absolvit liceul în 1995-2004, a studiat la Institutul de Arte „Sodirkhon Hafiz” din Khujand. Și-a început cariera de cântăreț în 2009.  A lucrat în ansamblul „Nuri Khujand”, condus de maestrul Jurabek Murodov, și în ansamblul „Sadoi Sughd”. A fost căsătorit și avea trei copii, doi băieți și o fiică.

## Carieră
A devenit faimos mai ales prin duetul cu cântăreața Nigina Amonkulova, cu care a interpretat „Zulfoni Mayda” și „Mavrigi”.

## Decesul
La 5 februarie 2022, în orașul Khujand din Tadjikistan, mașina în care se deplasa Damirbek Olimov a suferit un grav accident, iar el a murit la fața locului spre dimineață. Trupul său a fost îngropat la mausoleul Abu Bakr Siddiq în orașul Devashtich din Tadijkistan.